# 県犬養貞守
県犬養 貞守（あがたいぬかい の さだもり、生没年不詳）は、平安時代初期から前期にかけての貴族。官位は従五位下・駿河守。

## 経歴
仁明朝末の嘉祥元年（848年）12月に渤海使が来朝したため、翌嘉祥2年（849年）2月に少内記を務めていた貞守は直講・山口西成とともに存問渤海客使に任ぜられ能登国へ派遣される。3月に渤海国王啓と中台省牒を飛駅により奏上するとともに、前回の遣使（承和8年〔841年〕）から12年の間隔を置くとの規定に反して来朝したことについて詰問を行っている。3月末に山口西成とともに領渤海客使となり、4月末に渤海使・王文矩らを率いて入京した。
文徳朝の斉衡2年（855年）従五位下・和泉守に叙任される。清和朝では散位頭を経て、貞観5年（863年）駿河守に任ぜられ再び地方官を務めた。また、貞観11年（869年）に完成した『続日本後紀』の編纂にも参画している。

## 官歴
『六国史』による。
- 時期不詳：正七位上。少内記
- 嘉祥2年（849年） 2月1日：存問渤海客使。3月28日：兼領渤海客使
- 時期不詳：正六位上
- 斉衡2年（855年） 正月7日：従五位下。正月15日：和泉守
- 時期不詳：散位頭
- 貞観5年（863年） 2月10日：駿河守
- 貞観11年（869年） 8月14日：見散位[4]